# The Man Machine
The Man Machine je album německé electro skupiny Kraftwerk.
Pro napsání skladby "Metropolis" se stal inspirací stejnojmenný němý film německého režiséra Fritze Langa z roku 1926.
Album je hudebními kritiky považováno za vrchol tvorby skupiny, čemuž mimo jiné nasvědčuje i umístění na 96. místě v anketě "100 nejlepších alb" anglického časopisu Q.
Z tohoto alba rovněž pochází skladba „Das Modell“ (The Model), jediný singl Kraftwerk, který se umístil v žebříčcích na 1. místě.

## Singly
1. Das Modell – 1978 (B-strana: Neonlicht)
2. Die Roboter – 1978 (B-strana: Spacelab)
3. Neon Lights – 1979
4. The Model – listopad 1981 (B-strana: Computer Love), singl s umístěním na 1. místě ve Velké Británii v roce 1982.

## Seznam skladeb

### Anglická verze
1. (06:11) The Robots
2. (05:51) Spacelab
3. (05:59) Metropolis
4. (03:38) The Model
5. (09:03) Neon Lights
6. (05:28) The Man-Machine

### Německá verze
1. (06:11) Die Roboter
2. (05:51) Spacelab
3. (05:59) Metropolis
4. (03:38) Das Model
5. (09:03) Neonlicht
6. (05:28) Die Mensch-Maschine